# 2gether: The Series (thailändische Fernsehserie)
2gether: The Series (Thai: เเพราะเราคู่กัน) ist eine thailändische Fernsehserie, die vom 21. Februar bis 15. Mai 2020 auf GMM 25 ausgestrahlt wurde.

## Handlung
Tine hat einen schwulen Bewunderer an seiner Universität namens Green. Um Green dazu zu bringen, ihn in Ruhe zu lassen, überzeugen ihn seine Freunde, Sarawat, einen beliebten und attraktiven Gitarristen und Fußballspieler, zu seinem falschen Freund zu machen. Nachdem sein erster Versuch fehlgeschlagen ist, tritt Tine dem Musikclub bei, in dem Sarawat Mitglied ist. Schließlich stimmt Sarawat Tines Angebot zu, kommt aber zu einem Punkt, an dem er sich fragt, wann ihre falsche Beziehung enden wird. Die Mehrdeutigkeit ihrer Beziehung führt später zu einem Konflikt zwischen Tine und Sarawat.

## Besetzung
- Metawin Opas-iamkajorn (Win) als Tine Teepakorn
- Vachirawit Chivaaree (Bright) als Sarawat Guntithanon
- Korawit Boonsri (Gun) als Green
- Sivakorn Lertchuchot (Guy) als Dim
- Pornnappan Pornpenpipat (Nene) als Air
- Rachanun Mahawan (Film) als Earn
- Pattranite Limpatiyakorn (Love) als Pear
- Thanawat Rattanakitpaisan (Khaotung) als Fong
- Pluem Pongpisal als Phuak
- Chayakorn Jutamat (JJ) als Ohm
- Chanagun Arpornsutinan (Gunsmile) als Boss
- Chinnarat Siripongchawalit (Mike) als Man